# Cseh Szociáldemokrata Párt
A Cseh Szociáldemokrata Párt (csehül: Česká strana sociálně demokratická, ČSSD) szociáldemokrata párt a Cseh Köztársaságban.
Az 1878-ban alapított párt jelenleg 50 mandátummal rendelkezik a 200-fős Képviselőházban. Ezzel a legnagyobb parlamenti párt, a 2013 óta kormányzó koalíció, a Sobotka-kormány vezető ereje. A közvéleménykutatások szerint azonban valószínűleg nagy hátránnyal el fogja veszteni a 2017. oktober 20-21án esedékes választásokat. A győzelmet várhatóan a kormánykoalíció kisebbik pártja, az Andrej Babiš vezette ANO 2011 szerzi meg.

## Története
Ausztria Szociáldemokrata Csehszlovák Pártját 1878. április 7-én alapították az Osztrák–Magyar Monarchiában és a Cseh Királyságot képviselte az ausztriai parlamentben. Politikai tevékenysége hozzájárult a független Csehszlovákia megszületéséhez. A Monarchia összeomlása után az első Csehszlovák Köztársaság egyik vezető pártjává lett. A tagság megosztottá vált abban a kérdésben, csatlakozzanak-e Kominternhez. Ez 2921-ben a párt szétszakadásához vezetett, és a tagok egyik része létrehozta Csehszlovákia Kommunista Pártját.

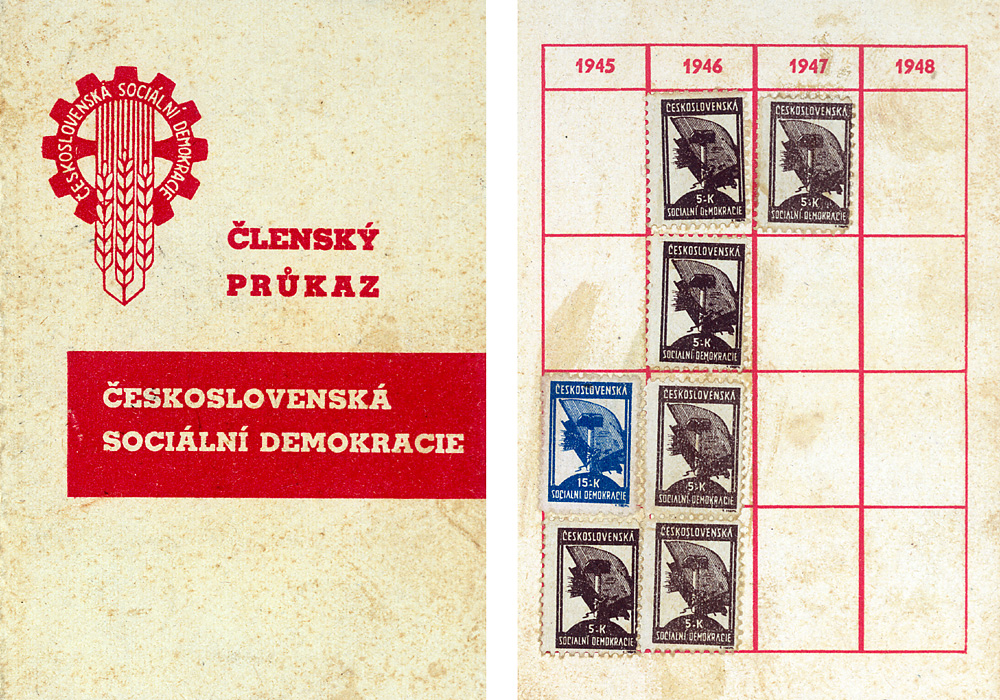
1945-ös tagsági kártya

Csehszlovákia német megszállásnak idején a pártot feloszlatták, de a tagjai illegális ellenállási mozgalmakat szerveztek a Cseh–Morva Protektorátusban és másutt. Csehszlovákia 1945-ös újraalapítását követően a párt helyreállította korábbi struktúráját és tagja lett a Nemzeti Frontnak. 1948-ban, miután Csehszlovákia Kommunista Pártja megszerezte a parlamenti többséget, a Szociáldemokrata Pártot beolvasztották a Kommunista Pártba. az 1968-as reformmozgalom idején szóba került, hogy megengednék a Szociáldemokrata Párt újraalapítását, de a szovjet beavatkozás véget vetett az efféle merész elképzeléseknek. A pártot csak az 1989-es bársonyos forradalom után alapították újra. Csehszlovákia felbomlása óta a ČSSD a Cseh Köztársaság egyik meghatározó pártja. Mindig megszerezte vagy az első, vagy a második helyet a képviselőházi választásokon.

### Parlamenti szerepvállalás
| Választás | Szavazatok aránya | Mandátumok száma | Mandátumok aránya | Parlamenti szerep                                |
| --------- | ----------------- | ---------------- | ----------------- | ------------------------------------------------ |
| 1996      | 26,4%             | 61               | 30,5%             | Külső támogató (Második Klaus-kormány) 1996-1998 |
| 1996      | 26,4%             | 61               | 30,5%             | Ellenzék (Tošovský-kormány) 1998                 |
| 1998      | 32,31%            | 74               | 37%               | Kormánypárt (Zeman-kormány) 1998-2002            |
| 2002      | 30,2%             | 70               | 35%               | Kormánypárt (Špidla-kormány) 2002-2004           |
| 2002      | 30,2%             | 70               | 35%               | Kormánypárt (Gross-kormány) 2004-2005            |
| 2002      | 30,2%             | 70               | 35%               | Kormánypárt (Paroubek-kormány) 2005-2006         |
| 2006      | 32,3%             | 74               | 37%               | Ellenzék (Első Topolánek-kormány) 2006-2007      |
| 2006      | 32,3%             | 74               | 37%               | Ellenzék (Második Topolánek-kormány) 2007-2009   |
| 2006      | 32,3%             | 74               | 37%               | Kormánypárt (Fischer-kormány) 2009-2010          |
| 2010      | 22,9%             | 56               | 28%               | Ellenzék (Nečas-kormány) 2010-2013               |
| 2010      | 22,9%             | 56               | 28%               | Ellenzék (Rusnok-kormány) 2013-2014              |
| 2013      | 20,5%             | 50               | 25%               | Kormánypárt (Sobotka-kormány) 2014-2017          |
| 2017      | 7,3%              | 15               | 7,5%              | Ellenzék (Első Babiš-kormány) 2017-2018          |
| 2017      | 7,3%              | 15               | 7,5%              | Kormánypárt (Második Babiš-kormány) 2018-2021    |
| 2021      | 4,7%              | 0                | 0%                |                                                  |

## Ideológia
A párt szociáldemokrata szellemiségű. Támogatja a vegyes gazdaságot, a jóléti államot és a progresszív adózást. Külpolitikai kérdésekben európapárti, EU támogató szellemiségű, ellenzékben jellemzően kritikus az USA külpolitikájával, az ország NATO-tagságát viszont nem ellenzik. 

## Fordítás
- Ez a szócikk részben vagy egészben  a   Czech Social Democratic Party című angol Wikipédia-szócikk ezen változatának fordításán alapul.  Az eredeti cikk szerkesztőit annak laptörténete sorolja fel. Ez a jelzés csupán a megfogalmazás eredetét és a szerzői jogokat jelzi, nem szolgál a cikkben szereplő információk forrásmegjelöléseként.